# 科希策特權
科希策特權（通用特權）是指1374年9月17日由路德維克・溫格爾斯基國王在科希策所授予波蘭貴族的權利，目的在藉此權力交換，讓貴族在其女兒當中，承認一人擁有波蘭王位繼承權（該文件並未提及繼承者姓名，但最終確認為路德維克之長女卡塔芝娜，該女於數年後過世），或者在其未留子嗣便過世的情況下，由路德維克的其他子女繼位。該特權為確認卡齊米日大帝及路德維克･溫格爾斯基身後基本繼位原則 （存續協議）的 布達特權之合法延續，並削弱了國王之於貴族的部分權力。
透過該特權，貴族取得選擇王位繼承人的影響力，而統治者則以承諾重大禮遇及榮譽僅授「王土居民，不授外地人與外國人」，作為對貴族及全波蘭民族維持王國獨立性及完整性的保證。